# وادیم نسلوفسکی
وادیم نسلوفسکی (انگلیسی: Vadim Neselovskyi؛ زادهٔ ۱ ژانویهٔ ۱۹۷۷) استاد دانشگاه، آهنگساز، خواننده، و نوازنده پیانو اهل اتحاد جماهیر شوروی سوسیالیستی است.